# Quick response manufacturing
Quick response manufacturing (QRM) – strategia organizacji zmierzająca do redukcji czasów realizacji zleceń, odpowiednia w szczególności dla produkcji niskoseryjnej (High-Mix Low-Volume) oraz projektowanej pod zamówienie klienta (Custom-Engineered Products).

## Opis
QRM skupia się na redukcji zarówno zewnętrznych, jak i wewnętrznych czasów realizacji. Krótsze czasy realizacji poprawiają jakość, redukują koszty i eliminują straty w organizacji, jednocześnie podnosząc konkurencyjność i pokrycie rynku (market share) poprzez szybszą i lepszą obsługę klientów. Struktura QRM, oparta na czasie, wykorzystuje zmienność strategiczną, taką jak szeroki asortyment oraz oferowanie produktów projektowanych pod zamówienie klienta. Eliminuje natomiast zmienność dysfunkcyjną, np. przeróbki, powtórne przetwarzanie i zmiany zaplanowanych terminów. Z tego powodu firmy wytwarzające produkty w niskich bądź zróżnicowanych wolumenach stosują QRM jako alternatywę albo uzupełnienie innych strategii: lean manufacturing, zarządzanie przez jakość, sześć sigma czy Kaizen.

## Historia
QRM jest oparty na koncepcji konkurowania czasem (Time-based competition – TBC), której pionierami były japońskie przedsiębiorstwa w latach 80. XX w. i po raz pierwszy sformułowanej przez George’a Stalka Jr w 1988 r. w artykule  zatytułowanych Time – The Next Source of Competitive Advantage. Konkurowanie czasem jest szeroką strategią rywalizacji na rynku podkreślającą czas jako główny czynnik osiągania i utrzymywania przewagi konkurencyjnej. Dąży do skrócenia czasu wymaganego do zaprojektowania, rozwoju, wytworzenia, sprzedaży i dostarczenia produktów. QRM zaleca skupienie się całej firmy na krótszych czasach realizacji, co przekłada się na szybką reakcję na potrzebę klienta zarówno dotyczącą istniejących produktów, jak i nowych projektów. Przewaga metody QRM nad znanymi strategiami kosztowymi doprowadziła do jej wdrożenia kilkuset organizacjach o zróżnicowanym lub niskoseryjnym profilu produkcji (High-Mix Low-Volume).

## Rozwój
Koncepcja QRM została po raz pierwszy rozwinięta w późnych latach 80. XX w przez Rajana Suri, wówczas profesora Inżynierii Przemysłowej i Systemów na University of Wisconsin-Madison. Łącząc rozwój badań naukowych nad konkurowaniem czasem (Time-based Competition – TBC) z jego własnymi obserwacjami z licznych projektów redukowania czasów realizacji, Suri sformułował QRM jako koncepcję wspierającą bezustanny nacisk na redukcję czasów realizacji, co ma długofalowy wpływ na każdy obszar firmy. W roku 1993, Suri razem z kilkoma firmami ze środkowozachodnich USA, uruchomił Center for Quick Response Manufacturing, konsorcjum poświęcone rozwojowi i wdrażaniu podstaw QRM w przedsiębiorstwach. 
QRM rozszerza podstawowe zasady konkurowania czasem, dodając nowe aspekty:
- Wyjątkowe skupienie na redukcji czasów realizacji
- Wyjaśnienie niezrozumienia i błędów popełnianych przez menadżerów w zastosowaniu strategii konkurowania czasem
- Podejście całej firmy wychodzące poza halę produkcyjną także na inne obszary, jak procesy biurowe i łańcuch dostaw
- Wykorzystanie komórkowej struktury organizacyjnej w biznesie, z bardziej wszechstronnymi i elastycznymi komórkami
- Włączenie podstawowych zasad dynamiki systemów, dających wgląd w to, jak najlepiej zreorganizować przedsiębiorstwo, aby osiągnąć krótkie czasy realizacji
- Nowe podejście do planowania materiałów i kontroli przepływu zleceń (POLCA)
- Specyficzne zasady QRM dotyczące nowego sposobu myślenia o procesie wytwarzania i inwestycjach
- Nowe miary i wskaźniki, spójne dla całej organizacji
- Skupienie na wdrożeniu i utrzymaniu efektów
- Miara MCT (Manufacturing Critical-path Time) do kontrolowania czasów realizacji

Kontynuacja badań Suriego nad QRM poprzez projekty w przedsiębiorstwach, razem z entuzjastycznymi reakcjami na liczne artykuły nt. redukcji czasów realizacji, doprowadziły go do rozwinięcia całościowej teorii szybkiego wytwarzania w firmach produkcyjnych, obejmującej wszystkie obszary przedsiębiorstwa. Sformułował tę teorię w książce Quick Response Manufacturing: A Companywide Approach to Reducing Lead Times (1998), dostarczającej ram wdrożenia QRM w firmach produkcyjnych .

## Strategia i narzędzia QRM

### Czas realizacji jako strategia zarządzania
Amerykańskie firmy tradycyjnie koncentrowały się na strategiach zarządzania kosztami opartych na efekcie skali sformułowanymi przez Fredericka Winslowa Taylora, których pionierem był Henry Ford.
Z perspektywy QRM wysoki stopień specjalizacji pracy i struktura hierarchicznych departamentów w organizacjach opartych wyłącznie na strategiach kosztowych mają negatywny wpływ na czasy realizacji: 
- Produkty i zamówienia przechodzą długą drogę przez liczne działy
- Hierarchiczne struktury komunikacji, obejmujące różne poziomy zarządzania, wymagają znaczącej ilości czasu, aby wykonać nawet rutynowe działania
- Skupienie się na wydajności i wykorzystaniu zasobów prowadzi pracowników i menedżerów do tworzenia zapasów, opóźniających odpowiedź na zapotrzebowanie klienta.
- Próbując minimalizować koszty ustawiania maszyn, menedżerowie i pracownicy uciekają się do stosowania dużych partii produkcyjnych. Duże partie wydłużają czas, przez co inne prace czekają i wydłużają się terminy realizacji.
- Produkcja szerokiego asortymentu na magazyn prowadzi do tworzenia dużych zapasów, często narażonych na zniszczenie – wtedy gdy przechowywane produkty muszą zostać odrzucone ze względu na zmiany rynkowe bądź technologiczne
- Wąski zakres kompetencji prowadzi w produkcji niskoseryjnej do słabej jakości i wielu poprawek

Wszystkie te czynniki przyczyniają się do wydłużenia czasów realizacji, ostatecznie skutkujących marnotrawstwem w przedsiębiorstwie, takim jak: niedokładne prognozowanie, planowanie, przyspieszanie zleceń, praca w toku, koszty magazynowania gotowych wyrobów oraz zniszczenia produktów. To wszystko składa się na podniesienie kosztów ogólnych i obniża konkurencyjność firmy. QRM zakłada, iż koncentracja przedsiębiorstwa na redukcji czasów realizacji (lead time) skutkuje poprawą zarówno w zakresie jakości, jak i kosztów. Pozbycie się zabierających czas – i częstokroć samonapędzających się – praktyk opisanych powyżej może doprowadzić do dużych oszczędności przy jednoczesnej poprawie jakości i obsługi klienta. Na poziomie zarządzania, QRM wspiera zmianę myślenia z opartego na kosztach na oparty na czasie, czyniąc krótsze czasy realizacji miarą sukcesu organizacyjnego. 
Manufacturing Critical-path Time (MCT)
Silne nastawienie metody QRM na redukcję czasów realizacji wymaga szczegółowej definicji czasu realizacji (Lead Time). W tym celu QRM wprowadza Manufacturing Critical-path Time (MCT). Miernik ten definiowany jest jako typowa ilość czasu kalendarzowego od momentu, gdy klient składa zamówienie poprzez ścieżkę krytyczną do momentu, gdy pierwsza partia zamówienia jest dostarczona do klienta. MCT, jako miara zaprojektowana w celu oceny marnotrawstwa i uwypuklenia możliwości usprawnień, obrazuje czas potrzebny do zrealizowania zamówienia „od zera”, poprzez najdłuższą ścieżkę krytyczną do wykonania.

### Struktura zarządzania
QRM wymaga czterech fundamentalnych zmian strukturalnych, aby zamienić firmę z zorganizowanej wokół strategii zarządzania kosztami na skupioną na czasie:
- Z funkcjonalnej na komórkową: Funkcjonalne działy muszą zostać rozwiązane. W ich miejsce komórki QRM (QRM cells) stają się główną jednostką organizacyjną. Komórki QRM są bardziej elastyczne i wszechstronne w porównaniu z innymi koncepcjami „komórkowymi” i mogą znaleźć zastosowanie poza halą produkcyjną.
- Od kontroli odgórnej do “właścicielstwa” (Team Ownership): Odgórna kontrola sprawowana przez managerów w działach musi być zmieniona w strukturę decyzyjną, w której jednostki QRM zarządzają same sobą i przejmują właścicielstwo nad całym procesem w jednostce.
- Od wyspecjalizowanych do wszechstronnych pracowników: Pracownicy powinni zostać wyszkoleni do wykonywania wielu etapów procesu. Wszystkie etapy mają być realizowane w obrębie komórki posiadającej wszystkie potrzebne kompetencje.
- Od celów związanych z wydajnością/wykorzystaniem zasobów do redukcji czasów realizacji : Aby wesprzeć nową strukturę, firma musi zastąpić mierniki i cele oparte na kosztach, wydajności i wykorzystaniu zasobów celem nadrzędnym: redukcją czasu realizacji i wskaźnikiem MCT.

#### Jednostka organizacyjna QRM (QRM Cell)
Główną strukturą organizacji QRM jest komórka QRM (ang. QRM cell). Rozszerzając koncepcję „wytwarzania komórkowego”, jednostki QRM są zaprojektowane wokół tzw. FTMS-ów (ang. Focused Target Market Segment – Strategiczny Segment Rynku) – segmentów rynkowych, w których krótsze czasy realizacji przynoszą firmie maksymalne korzyści. Zasoby danej jednostki QRM są przeznaczone tylko do zadań w ramach tej jednostki, połączone (zlokalizowane blisko siebie) i wielofunkcyjne. Jednostki QRM wypełniają sekwencję działań zapewniających wykonanie całej pracy tak, by nie było potrzeby wracania do niej.
Organizacja pracy w jednostkach QRM opiera się na tzw. właścicielstwie zespołu. Oznacza to, iż mając daną pracę i czas zakończenia, zespoły mogą niezależnie decydować, jak ją wykonać. Aby zapewnić szybką reakcję na zróżnicowane zapotrzebowanie, pracownicy jednostki QRM muszą przejść przez wzajemne szkolenia (tzw. cross training). Główną miarą wykonania dla jednostki QRM jest czas realizacji określony przez MCT. Aby mierzyć redukcję MCT managerowie mogą korzystać z liczby QRM, wskaźnika pokazującego tendencje w zakresie skracania czasu realizacji, spójnego dla całego przedsiębiorstwa.

### Dynamika systemu
W QRM, struktura jednostek skupionych wokół produktu musi być dopełniona gruntownym zrozumieniem dynamiki systemu, aby podejmować trafniejsze decyzje zmierzające do redukcji czasów realizacji. W oparciu o zasady dynamiki systemu, QRM wskazuje duże wykorzystanie zasobów, a także duże rozmiary partii produkcyjnych jako główne przeszkody w redukcji czasów realizacji. 
Tworzenie wolnych mocy (spare capacity)
Wiele organizacji bazujących na kosztach zmierza do wykorzystania dostępności maszyn i pracy niemal w 100%. QRM krytykuje takie podejście jako nieproduktywne w przypadku redukcji czasu realizacji, bazując na teorii kolejek, pokazującej, że wysokie wykorzystanie zasobów zwiększa czas przepływu zlecenia przez proces. Aby poradzić sobie z wysoką zmiennością dysfunkcyjną i różnorodnością zapytań i produktów, QRM radzi firmom wykorzystywać 80% mocy (capacity) krytycznych zasobów.
Optymalizacja rozmiarów partii
Powszechne miary wydajności faworyzują produkcję partii dużych rozmiarów. Z perspektywy QRM, duże partie prowadzą do długich czasów oczekiwania, wysokiego poziomu pracy w toku i zapasów, i w efekcie – długich czasów realizacji. Długie lead time’y z kolei skutkują różnymi formami marnotrawstwa i zwiększają koszty. QRM zachęca przedsiębiorstwa do zmniejszania partii produkcyjnych, a dzięki temu zwiększenia elastyczności i skrócenia czasów realizacji.

### Zastosowanie w całym przedsiębiorstwie
QRM kładzie nacisk na myślenie skupione na redukcji czasów w organizacji, tworząc jednolitą strategię zarządzania dla całego przedsiębiorstwa. Wychodząc poza optymalizację na hali produkcyjnej, QRM stosuje zasady zarządzania opartego na czasie we wszystkich innych obszarach organizacji.
Działania biurowe
QRM wskazuje operacje biurowe, takie jak: ofertowanie, projektowanie, planowanie i przetwarzanie zleceń jako główne procesy wydłużające czasy realizacji. W celu osiągnięcia krótkich czasów w środowisku biurowym, QRM sugeruje zastosowanie kilku zmian zgodnie z opisanym powyżej podejściem opartym na czasie. 
Głównym wymaganiem przy reorganizacji procesów biurowych w QRM jest utworzenie jednostek biurowych QRM (ang. Quick Response Office Cell – Q-ROC) skupionych wokół wybranych FTMSów (ang. Focus Target Market Segment). Q-ROC jest podobny do Q-Cell poprzez swoje ukierunkowanie na samowystarczalne, wielofunkcyjne i wyszkolone zespoły. Jednostki biurowe Q-ROC również wyłamują się z funkcjonalnych działów i mogą przeprowadzić proces od początku do końca.
Planowanie materiałowe
QRM krytykuje powszechnie wykorzystywane planowanie materiałów i zasobów (MRP, MRP II, ERP) jako nieuwzględniające w swoich analizach dynamiki systemu i niebiorące pod uwagę kosztów długich czasów realizacji. Zaleca uproszczenie systemów MRP do tzw. Higher Level MRP (HL/MRP) skupiających się na planowaniu i koordynacji materiałów na wyższym poziome ogólności, a nie szczegółowym planowaniu działań.
Kontrola produkcji
W celu koordynacji i kontroli przepływu w strukturach komórek QRM i HL/MRP, QRM wykorzystuje system POLCA (Paired-cell Overlapping Loops of Cards with Authorization). POLCA jest systemem kontroli hali produkcyjnej opartej na kartach, zaprojektowanym jako QRM-owa alternatywa do Kanbana. POLCA różni się od powszechnie wykorzystywanego Kanbana typem sygnałów, które wysyła, aby przesunąć pracę/materiał na hali produkcyjnej. POLCA wprowadza sygnał dostępności, pokazując, że komórka jest gotowa do pracy nad nowym zadaniem, podczas gdy Kanban polega na sygnałach, aby uzupełnić określoną ilość konkretnej części. Dlatego POLCA dobrze sprawdza się przy produkcji niskoseryjnej i pod zamówienie.
Łańcuch dostaw
QRM zachęca firmy do pracy z dostawcami, aby zredukować ich MCT. Długie lead time’y dostawców mogą pociągnąć za sobą „ukryte” koszty, takie jak duże zapasy, koszty przewozu pilnych zleceń, nieplanowane modyfikacje tworzące przestarzały zapas i zmniejszona elastyczność w odpowiedzi na potrzeby zmian. QRM rekomenduje, by MCT było istotnym czynnikiem podejmowania decyzji o źródłach zaopatrzenia.
Wprowadzanie nowego produktu
QRM podkreśla strategiczne korzyści szybkiego wprowadzania nowych produktów. Miara MCT zastosowana w procesie wprowadzania nowych produktów dostarcza wartościowych informacji na temat jego efektywności. Bazując na tych wnioskach, QRM zachęca managerów do przemyślenia decyzji opartych na kosztach w perspektywie ich wpływu na MCT wprowadzania nowych produktów Np. opierająca się na kosztach polityka zakupów może skutkować długimi czasami zakupów materiałów do prototypów, opóźniając tym samym wprowadzenie nowego produktu.

## Praktyka
Metoda Quick Response Manufacturing jest wykorzystywana przez liczne firmy z różnorodnych sektorów rynku na całym świecie. Jako strategia przedsiębiorstwa znalazła zastosowanie we wszystkich obszarach przedsiębiorstw od hali produkcyjnej przez operacje biurowe po łańcuch dostaw i więcej. W przemyśle odzieżowym, QRM przeplata się blisko z koncepcjami Fast Fashion i Fast Fit, zmierzającymi do redukcji ram czasowych zazwyczaj związanych z przenoszeniem stylu z wybiegu do centrum handlowego. Wiele firm używa QRM do redukcji czasów realizacji tylko w niektórych obszarach organizacji bądź jako dodatek do istniejących metod ciągłego doskonalenia: Lean, Six Sigma i innych. Inna grupa firm obejmująca Alexandria Extrusion, Omnipress, RenewAire i Phoenix Products przekształciła swój cały obszar operacyjny zgodnie z zasadami QRM, wykorzystując w pełni QRM w obrębie całej firmy. W ostatnich latach zasady QRM znalazły również zastosowanie w ochronie zdrowia i sektorze farmaceutycznym.
Metoda QRM została przeniesiona na grunt Polski przez firmę doradczą 4 Results. Jako pierwsze QRM na szerszą skalę wdrożyły w Polsce firmy: Nederman, Mago i Alrec In-Store.

## Organizacje QRM-owe
Założone w 1993 roku przez Rajana Suri razem z kilkoma firmami i wykładowcami na Uniwersytecie Wisconsin-Madison,  Center for Quick Response Manufacturing stało się motorem napędowym w rozwoju i wdrożeniach QRM. Zorganizowane jako konsorcjum publiczno-prywatne obejmujące członków z uczelni, firm i studentów wspierało ponad 220 firm we wdrażaniu zasad QRM w ciągu ostatnich 20 lat. Centrum dostarcza wiedzy nt. QRM i jest gospodarzem licznych warsztatów każdego roku. W Europie istnieje Centrum QRM przy HAN University of Applied Sciences w Arnhem, w Holandii (założone w 2010) oparte na podobnym publiczno-prywatnym modelu partnerstwa.